# Paróquia de Franklin
A Paróquia de Franklin é uma das 64 paróquias do estado americano da Luisiana. A sede da paróquia é Winnsboro, e sua maior cidade é Winnsboro. A paróquia possui uma área de 1 646 km² (dos quais 31 km² estão cobertas por água), uma população de 21 263 habitantes, e uma densidade populacional de 18 hab/km² (segundo o censo nacional de 2000). 